# 高田斉
高田 斉（たかだ ひとし、1943年6月27日 - ）は、気象予報士。主にNHKで気象キャスターとして活動した。

## 略歴
秋田県秋田市楢山出身。気象大学校通信教育を修了し、1963年、財団法人日本気象協会に入職後、秋田支部、東北本部を経て、中央本部気象情報部専任主任技師を務める。東北勤務時代の1980年代初頭からNHKに出演、東京に異動してからは同局の主要なニュース番組の気象キャスターを歴任する。2003年、日本気象協会を定年退職。その後有限会社気象環境サービスを経て、2006年4月より株式会社ウイングを経て、現在は南利幸が代表を務める株式会社南気象予報士事務所の顧問。
2002年3月から4年間担当した『NHKニュース10』の気象解説は、「冬将軍」などのキャラクターを活かしたユニークな演出により、視聴率が低迷した同番組では数少ない人気コーナーの一つとなった。その後も夜間の番組を中心に担当し続けたが、65歳を過ぎたころからテレビ出演については後進に譲り、リスナーが“同世代”のラジオに活動の軸足を移している。
かつての職場の同僚でもあった平井信行が立ち上げた気象キャスターネットワークの会員。移籍組の関嶋梢らも会員に名を連ねている。

## 主な出演番組
- NHKナイトワイド　（NHK総合、1987年4月 - 1988年8月）
- イブニングネットワーク　（NHK総合、1988年4月 - 1990年3月）
- NHKニュース21　（NHK総合、1990年4月 - 1993年4月）
- NHKニュース7　 （NHK総合、1993年4月 - 1994年3月）
- イブニングネットワーク（月 - 木）　（NHK総合、1994年4月 - 1996年3月）
- イブニングネットワーク（金）　（NHK総合、1996年4月 - 1997年3月）
- 気象情報（正午前）（金）　（NHK総合、1996年4月 - 1997年3月）
- 首都圏ニュース845　（NHK総合、1997年4月 - 1998年3月）
- NHKニュース11　（NHK総合、1997年4月 - 1998年3月）
- 首都圏ネットワーク（木 - 金）　（NHK総合、1998年4月 - 2000年3月）
- 気象情報（19時前）（木 - 土）　（NHK総合、1998年4月 - 2000年3月）
- NHKニュース7（木 - 金）　（NHK総合、1998年4月 - 2000年3月）
- NHKニュース10　（NHK総合、2002年4月1日 - 2006年3月31日）
- 首都圏ニュース845　（NHK総合、2006年4月3日 - 2008年3月28日）
- きょうのニュース&スポーツ　（NHK総合、2007年4月2日 - 2008年3月27日）
- 気象情報（正午前ㆍ19時前）（土日）（NHK総合、2008年4月5日 - 2010年3月28日）
- ラジオ深夜便「くらしの中のことば」(NHKラジオ第1放送、毎月1回・第4週の日曜深夜。2010年4月 - )

## 著書
- 「日本と世界の『お天気』おもしろ雑学」（永岡書店、1992年）ほか